# Baszta Kurdybaników w Krakowie
Baszta Kurdybaników – niezachowana baszta w obrębie murów miejskich Krakowa pomiędzy Bramą Na Gródku a Basztą Prochową III, niedaleko południowo-wschodniego skrzydła klasztoru sióstr Dominikanek.
Zbudowana w 1613 roku na planie kwadratu, była podobna do większości krakowskich baszt. Miała kształt półokrągły i stożkowy dach. Wokół baszty znajdowało się 6 otworów strzelniczych. W związku z tym, że komitet z 1626 roku uznał basztę za udaną lecz zbyt niską, w XVIII wieku popadła w ruinę.
Za basztę odpowiedzialny był cech kurdybaników, wytwarzający ciemną skórę np. na buty.

## Galeria

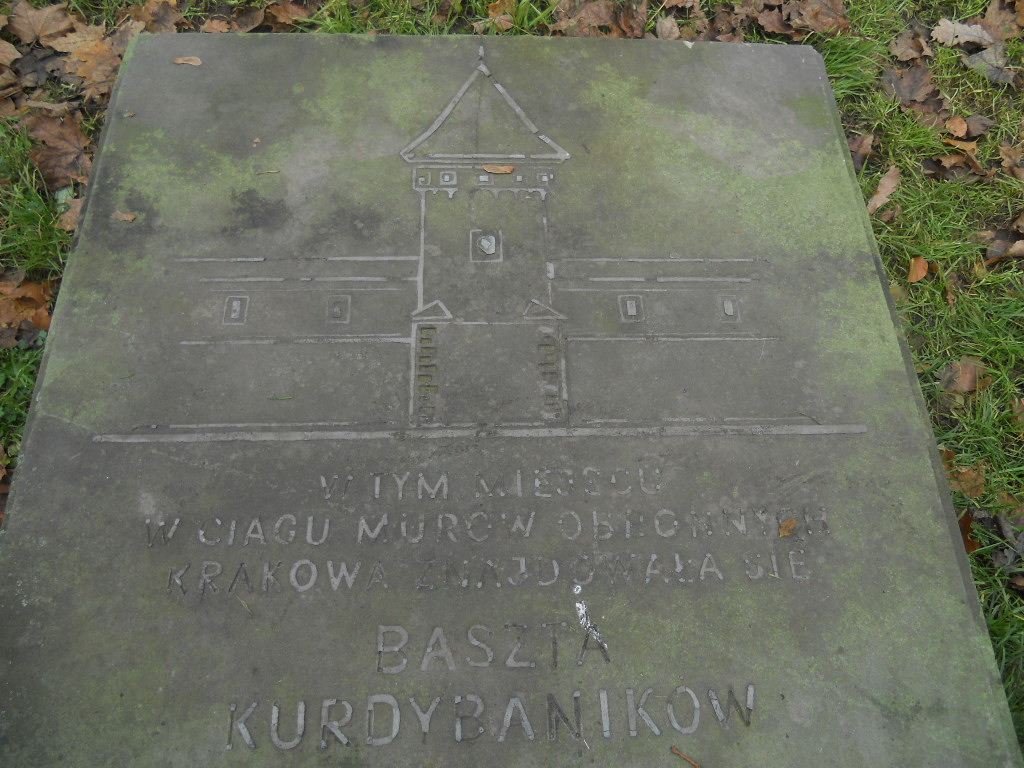
Stara tablica upamiętniająca Basztę Kurdybaników (2012)